# Prajapati
Prajapati (Sanskrit प्रजापति prajāpatī „Herr der Geschöpfe“) ist in der vedischen Mythologie der androgyne Schöpfergott, das erste aller Wesen sowie Herr der Geschöpfe, aus der die empirische Welt als Emanation hervorgeht. Er schuf aus eigener Kraft unzählige Kinder, darunter auch Ushas, die Morgenröte. Er ist das männliche Weltprinzip, das sich mit Vac, der Göttin der Sprache und dem weiblichen Prinzip, paart. 
In seiner Rolle als Schöpfergott und kosmischer Architekt wird er auch oft Vishvakarman genannt. Prajapatis Name taucht in zahlreichen bekannten Mythen anderer populärer vedischer und hinduistischer Götter und Gestalten wie Indra, Soma, Shiva, Garuda, Krishna und Manu. Prajapatis Name taucht bereits in der Rigveda auf, in welcher zahlreiche Hymnen seiner Anrufung gewidmet sind, daneben auch in den Brahmanas und den Upanishaden. 
Auch die zehn Weisen, von denen die Menschheit abstammen soll, werden Prajapatis genannt und eben so die sieben, bzw. 10 oder 21 großen Seher oder Rishis, darunter auch Narada, Daksha und Marichi.

## Mythologie
In seinen Mythen wird Prajapati besonders mit Theogonie und Kosmogonie in Verbindung gebracht. 
Prajapati brachte nacheinander durch Aussprechen der Silben, Bhu, Bhuva und Svah, Erde, Luftraum und Himmel hervor. Er ist auch der Schöpfer der Devas und ihrer Gegenspieler, der Asuras, die er aus seinem Atem bzw. seiner Lebenskraft (asu) hervorbrachte, daher auch der Name der letzteren. Er stellte ihnen zwei Gaben zur Verfügung, die Wahrheit und die Lüge, zwischen denen sie wählen sollten. Die Devas entschieden sich für die Wahrheit, während die Asuras die Lüge wählten. 
Wieder eine andere Version weiß zu erzählen, dass Prajapati weinend aus dem Urozean auftauchte. Die Tränen, die ins Wasser fielen, wurden zur Erde, diejenigen, die der Gott abwischte, aber zu Himmel und Äther. Dann schuf Prajapati Nacht und Tag, die Jahreszeiten, den Tod, die Tiere und am Ende – aus Einsamkeit – die Menschen. Nach RV 10.121 entwickelte er sich aus einem goldenen Embryo (Hiranyagarbha). 
Einem Mythos, der ihn mit dem Urwesen Purusha, in der Purusha-Sukta in Verbindung bringt, opfert er sich den Göttern, um aus seinem Körper bzw. Körperteilen die Welt hervorgehen zu lassen (RV 10,121). Zuvor opferten sich die Götter ihm selber, woraus Sonne, Mond, Götter, Himmel, Erde und die Himmelsrichtungen entstanden. 
Dieser Mythos erklärt auch die Entstehung der verschiedenen Kasten. Aus seinem Mund wurde die Priesterkaste, aus seinen Armen wurde die Kriegerkaste, aus seinen Beinen wurde die Kaste der Bauern und Händler und aus seinen Füßen schließlich die unterste Kaste der Arbeiter und Diener. In einer alternativen Version derselben Sage wird berichtet, wie aus seinem Atem ein Stier entstand, aus seiner Seele ein Mensch, aus seinen Augen ein Pferd, aus seinem Ohren ein Schaf und aus seiner Stimme eine Ziege. 
Der Mythos erzählt auch davon, wie Prajapati mit Ushas Inzest begehen wollte, doch sie verwandelte sich in ein Reh und floh. Da wurde er zum Rehbock, dessen Samen zur Erde fiel und die ersten Menschen hervorbrachte. Eine andere Version erzählt, dass Prajapati sich mit Ushas in den verschiedenen Gestalten vereinigt und so mit ihr alle Wesen schuf. Dafür wird er später vom Gott Rudra bestraft, der erst von ihm abließ als der Gott ihm versprach ihm zum Herrn der Tiere Pashupati zu machen.

## Spätere Entwicklung
Im Hindu-Epos Mahabharata gilt Prajapati als Schützer des Sexualorgans. In brahmanischer Zeit wurde er zum Urgott und zur Personifikation des Priestertums sowie zum Schöpfer der Rituale. Brahma wird häufig als Weiterentwicklung von Prajapati verstanden und mit Mythen in Verbindung gebracht, die später auf Prajapati übertragen wurden. Heute ist Prajapati noch immer ein Beiname des Schöpfergottes und Weltenlenkers Brahma. Prajapati zählt dennoch zu den großen Aufsteigern der vedischen Epoche, der den Übergang zum Hinduismus in der Verschmelzung zu Brahma erfolgreich überstanden zu haben scheint. Im heutigen Hinduismus spielt Prajapati keinerlei Rolle mehr in Anbetung und Glaube. Der Begriff Prajapati bezeichnet heute lediglich das hinduistische Jahr.